# Heartstopper
Heartstopper ist eine britische Coming-of-Age-Fernsehserie von Netflix, die auf dem gleichnamigen Webcomic und den Graphic Novels von Alice Oseman basiert. Die erste Staffel wurde am 22. April 2022 veröffentlicht und von der Kritik gelobt, vor allem wegen ihres Tons, der schauspielerischen Leistung sowie der Darstellung der LGBTQ-Gemeinschaft. Die zweite Staffel erschien am 3. August 2023, die dritte am 3. Oktober 2024. Ein Abschluss der Geschichte rund um Charlie und Nick soll durch einen Film erfolgen.

## Handlung

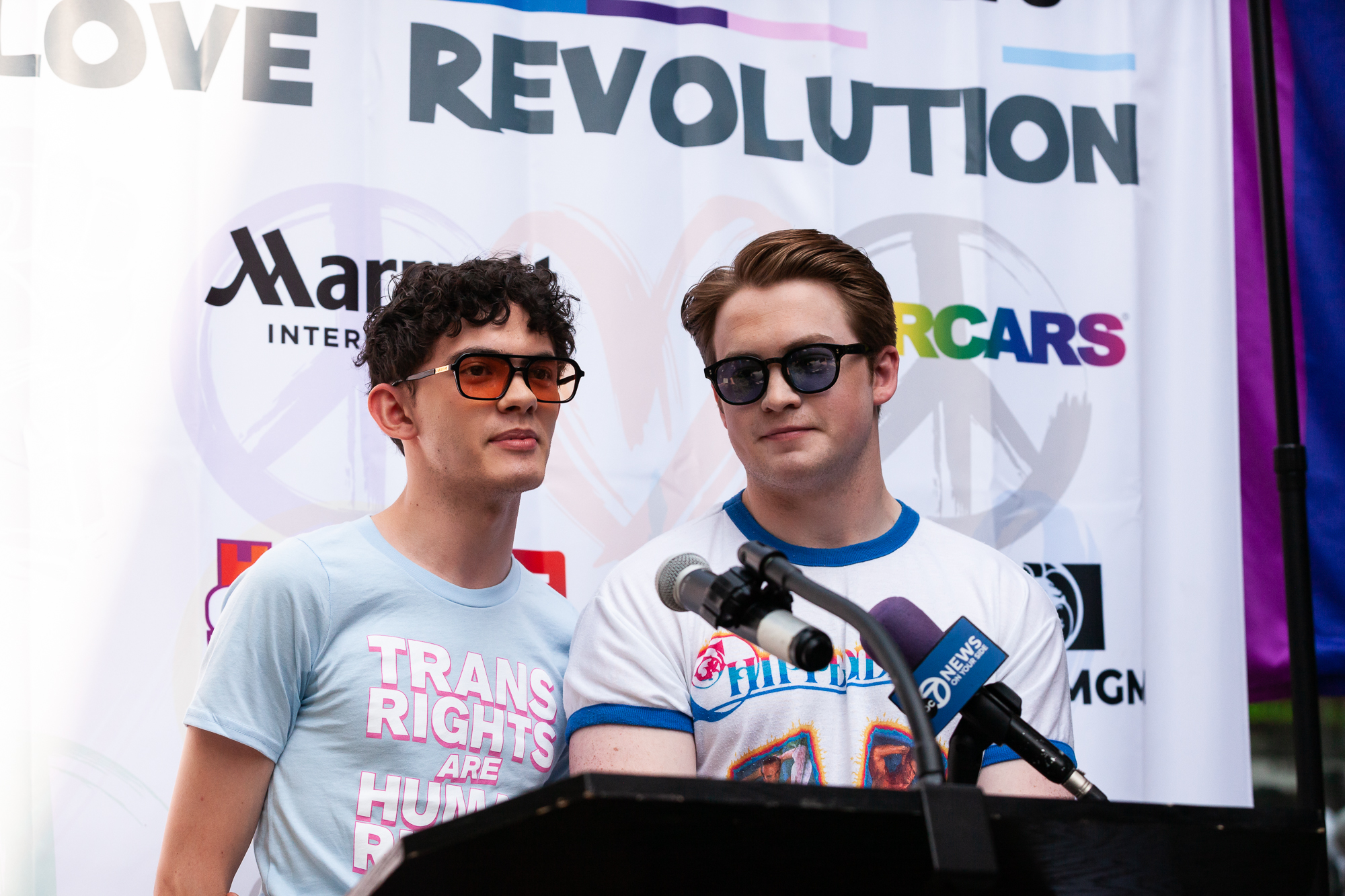
Die Schauspieler der beiden Hauptfiguren Charlie (l.) und Nick (r.)

Die Serie handelt von Nick Nelson und Charlie Spring, zwei Teenagern, die zusammen auf die Jungenschule Truham Grammar School gehen. Charlie ist offen schwul und wurde im vergangenen Schuljahr dafür gemobbt. Nick ist Spieler in der Schul-Rugby-Mannschaft. Als die beiden im neuen Schuljahr vom Lehrer nebeneinander gesetzt werden, lernen sie sich besser kennen und verlieben sich ineinander.

## Produktion
Am 20. Januar 2021 bestellte Netflix bei See-Saw Films eine aus acht Folgen bestehende erste Staffel der Serie auf Basis der ersten beiden von derzeit fünf Büchern Alice Osemans, die neben Regisseur Euros Lyn das Drehbuch mitentwarf. Im Mai 2022 wurde die Serie um gleich zwei Staffeln verlängert, bei denen Oseman abermals als Drehbuchautorin fungieren soll. Die zweite Staffel wurde am 3. August 2023 veröffentlicht, die dritte am 3. Oktober 2024. Ein abschließender Film, der die Geschichte von Charlie und Nick zu Ende erzählen wird, wurde im April 2025 angekündigt.

### Casting
Das Casting für die erste Staffel begann Anfang 2021. Anfang April 2021 wurde bekannt gegeben, dass Joe Locke und Kit Connor für die Hauptrollen Charlie und Nick ausgewählt wurden. Einige Tage später wurden Yasmin Finney, die erstmaligen Schauspieler William Gao, Corinna Brown, Kizzy Edgell, Cormac Hyde-Corrin, Tobie Donovan und Rhea Norwood, sowie der von Game of Thrones bekannte Schauspieler Sebastian Croft für weitere Rollen bekannt gegeben. Im Mai 2021 wurde Jenny Walser in der Rolle von Charlies Schwester Tori bestätigt.
Die Besetzung von Oscar-Gewinnerin Olivia Colman als Nicks Mutter Sarah Nelson wurde bis zur Premiere der Serie im April 2022 geheim gehalten. Autorin Alice Oseman und Produzent Patrick Walters wünschten sich Colman für die Rolle, rechneten aber nicht mit einer Zusage. Oseman: „Ich dachte, sie würde auf keinen Fall mitmachen wollen […]. Aber ich wurde eines Besseren belehrt!“
Für die zweite Staffel wurde die Darstellerriege um Leila Khan, Jack Barton, Bradley Riches, Nima Taleghani, Thibault de Montalembert, Ash Self und Bel Priestley erweitert. Barton verkörpert dabei die Rolle von Nicks älterem Bruder David, während De Montalembert als dessen Vater Stephane zu sehen ist.
Für die dritte Staffel schloss sich Darragh Hand der Besetzung an. Während Colman in der dritten Staffel nicht auftritt, übernahm Hayley Atwell die Rolle von Nicks Tante Diane. Außerdem spielt Eddie Marsan Charlies Therapeuten Geoff, und Jonathan Bailey hat einen Gastauftritt.

### Drehorte
Gedreht wurde die erste Staffel von Heartstopper im Zeitraum von April bis Juni 2021 im südenglischen Burnham (Buckinghamshire), unter anderem an der ehemaligen Schule Burnham Park Academy und im Burnham Park. Weitere Drehorte waren die Upton Court Grammar School in Slough (Berkshire), die Küstenpromenade Central Parade und der Bay Pier im Küstenort Herne Bay (Kent), sowie in Windsor an der Themse. Der Bahnhof, von dem Nick und Charlie aus an den Strand fahren, ist North Weald, ein 1994 stillgelegter Halt der Central Line der London Underground, heute Teil der Museumsbahn Epping Ongar Railway.
Die Dreharbeiten zur zweiten Staffel begannen im September 2022 im Vereinigten Königreich. Für die Episoden, die in Paris spielen, fanden Aufnahmen an bekannten Sehenswürdigkeiten wie dem Eiffelturm, dem Arc de Triomphe, der Seine und der Sacré-Cœur statt. Die U-Bahnstation „École du Cœur“, an der Nick und Charlie in die Métro steigen, wurde in der Station „École Militaire“ der Linie 8 gedreht. Viele Szenen, die vorgeblich in Paris spielen, wurden aber in England gedreht. Der Piccadilly Circus in London ist beispielsweise der Drehort für den Cafébesuch von Nick und Charlie, nachdem Charlie bewusstlos wurde. Die Dreharbeiten wurden im Dezember desselben Jahres abgeschlossen.
Die Produktion der dritten Staffel begann im Oktober 2023 in Lyme Regis im Vereinigten Königreich. Am 15. Dezember desselben Jahres wurden die Dreharbeiten abgeschlossen.

## Besetzung und Synchronisation
Die deutschsprachige Synchronisation entstand basierend auf der Übersetzung von Sebastian Römer nach den Dialogbüchern von Susanne Schwab sowie unter der Dialogregie von Daniela Reidies durch die Synchronfirmen TV+Synchron (Staffeln 1 & 2) und Interopa Film (Staffel 3) in Berlin.

### Hauptbesetzung
| Rollenname               | Schauspieler       | Synchronsprecher                   | Episoden (Hauptrolle)                                   | Episoden (Nebenrolle) | Rollenbeschreibung |
| ------------------------ | ------------------ | ---------------------------------- | ------------------------------------------------------- | --------------------- | --- |
| Charles „Charlie“ Spring | Joe Locke          | Tom Raczko                         | 1.01–3.08                                               |                       | Schüler an der Truham-Schule in der Jahrgangsstufe 10, er wurde vor Kurzem gegen seinen Willen geoutet                    |
| Nicholas „Nick“ Nelson   | Kit Connor         | Nicolas Rathod                     | 1.01–3.08                                               |                       | Schüler an der Truham-Schule, ein beliebter Rugbyspieler der Jahrgangsstufe 11, der neben Charlie in der Formklasse sitzt |
| Elle Argent              | Yasmin Finney      | Sophie Lechtenbrink                | 1.01–3.08                                               |                       | Charlies und Taos Freundin, die auf die Higgs-Schule wechselte, nachdem sie sich als trans geoutet hatte                  |
| Tao Xu                   | William Gao        | Tobias Diakow                      | 1.01–3.08                                               |                       | Charlies beschützerischer bester Freund                                                                                   |
| Isaac Henderson          | Tobie Donovan      | Finn Posthumus                     | 1.01–1.05, 1.08–3.08                                    |                       | ein introvertiertes Mitglied der Freundesgruppe von Charlie, Tao und Elle                                                 |
| Victoria „Tori“ Spring   | Jenny Walser       | Lisa May-Mitsching                 | 1.01–1.02, 1.06–2.01, 2.03, 2.07–3.08                   |                       | Charlies ältere Schwester                                                                                                 |
| Harry Greene             | Cormac Hyde-Corrin | Linus Drews                        | 1.01–1.07, 2.01–2.06, 2.08                              | 3.05, 3.07            | ein beliebter Junge aus dem Rugby-Team, der u. a. Charlie und Tao mobbt                                                   |
| Mr. Ajayi                | Fisayo Akinade     | Tino Kießling                      | 1.01–1.02, 1.04, 1.08, 2.02–2.06, 2.08, 3.02–3.04, 3.07 |                       | Kunstlehrer an der Truham-Schule, gewährt Charlie in den Pausen einen Safe Space und Ratschlag                            |
| Ben Hope                 | Sebastian Croft    | Vincent Borko                      | 1.01–1.04, 1.07–2.07                                    |                       | anfangs heimlich in einer Beziehung mit Charlie, sowie mit Nick befreundet                                                |
| Sarah Nelson             | Olivia Colman      | Diana Borgwardt Christin Marquitan | 1.01–1.02, 1.05–1.08, 2.02–2.03, 2.07–2.08              |                       | Nicks Mutter |
| Imogen Heaney            | Rhea Norwood       | Magdalena Höfner                   | 1.02–1.06, 1.08–3.06, 3.08                              |                       | mit Nick und der Rugby-Mannschaft befreundet                                                                              |
| Tara Jones               | Corinna Brown      | Derya Flechtner                    | 1.02–1.04, 1.06, 1.08–3.08                              |                       | Schülerin an der Higgs-Schule, Freundin von Darcy, freundet sich über Elle mit den anderen an                             |
| Darcy Olsson             | Kizzy Edgell       | Melinda Rachfahl                   | 1.02–1.04, 1.06, 1.08–3.08                              |                       | Taras feste Freundin |
| James McEwan             | Bradley Riches     | Lucas Lentes                       | 2.03–2.08                                               | 1.08, 3.03, 3.05      | Schüler an der Truham-Schule                                                                                              |
| Mr. Farouk               | Nima Taleghani     | Armin Schlagwein                   | 2.01–2.06, 2.08, 3.02–3.04, 3.06–3.07                   |                       | Lehrer an der Truham-Schule                                                                                               |
| Sahar Zahid              | Leila Khan         | Daniela Molina                     | 2.02–3.06, 3.08                                         |                       | Schülerin an der Higgs-Schule                                                                                             |

### Nebenbesetzung
| Rollenname        | Schauspieler             | Synchronsprecher                  | Episoden                                          | Rollenbeschreibung                               |
| ----------------- | ------------------------ | --------------------------------- | ------------------------------------------------- | ------------------------------------------------ |
| Sai Verma         | Ashwin Vishwanath        | Heiko Akrap                       | 1.01–2.03, 2.08, 3.03–3.07                        | Mitschüler von Nick und Mitglied des Rugby-Teams |
| Christian McBride | Evan Ovenell             | Sascha Krüger Tim Schwarzmaier    | 1.01–2.03, 2.08, 3.03–3.07                        | Mitschüler von Nick und Mitglied des Rugby-Teams |
| Otis Smith        | Araloyin Oshunremi       | Heiko Akrap Jonathan Kwesi Aikins | 1.01–1.05, 1.07, 2.01, 2.03, 2.08, 3.03–3.07      | Mitschüler von Nick und Mitglied des Rugby-Teams |
| Coach Singh       | Chetna Pandya            | Mareile Moeller                   | 1.01, 1.04, 1.08–2.03, 2.08, 3.03, 3.06–3.08      | Sportlehrerin und Rugbycoach                     |
| Mr. Lange         | Alan Turkington          | Peter Flechtner                   | 1.01, 1.05, 2.01–2.03, 3.02, 3.07                 | Lehrer an der Truham-Schule                      |
| Headmaster Barnes | Stephen Fry (Stimme)     | Thomas Schmuckert                 | 1.01, 1.08–2.01, 2.08, 3.06                       | Schulleiter der Truham-Schule                    |
| Jane Spring       | Georgina Rich            | Heike Beeck                       | 1.03–1.04, 2.01–2.02, 2.07, 3.02–3.08             | Mutter von Charlie und Tori                      |
| Julio Spring      | Joseph Balderrama        | Hans Hohlbein                     | 1.03, 1.07, 2.01–2.02, 2.07, 3.02–3.05, 3.07–3.08 | Vater von Charlie und Tori                       |
| Yan Xu            | Momo Yeung               | Natascha Rybakowski               | 1.03, 1.07, 2.02, 2.07, 3.01                      | Taos Mutter                                      |
| Naomi Russell     | Bel Priestley            | Philippa Jarke                    | 2.02–2.03, 2.07, 3.03, 3.05–3.07                  | Elles neue Freundin                              |
| Felix Britten     | Ash Self                 | Sam Bauer                         | 2.02–2.03, 2.07, 3.03, 3.05–3.07                  | Elles neuer Freund                               |
| David Nelson      | Jack Barton              | Rainer Fritzsche                  | 2.02–2.03, 2.07, 3.05, 3.07                       | Nicks älterer Bruder                             |
| Mariam Argent     | Laura Hanna              | Christin Quander                  | 2.02, 2.08–3.01, 3.06                             | Elles Mutter                                     |
| Stephane Nelson   | Thibault de Montalembert | François Smesny                   | 2.05–2.07                                         | Nicks Vater                                      |
| Principal Edwards | Rebecca Root             | Erna Pachulke                     | 2.07, 3.06–3.07                                   | Schulleiterin der Lambert School of Art          |
| Amanda Olsson     | Rachael Stirling         | Nora Kunzendorf                   | 2.07–2.08                                         | Darcys Mutter                                    |
| Pauline Jones     | Vanessa Cruickshank      | Daniela Thuar                     | 2.07, 3.05                                        | Taras Mutter                                     |
| Richard Argent    | Habib Nasib Nader        | Steff Jungen                      | 2.08, 3.06                                        | Elles Vater                                      |
| Diane Nelson      | Hayley Atwell            | Berenice Weichert                 | 3.02–3.03, 3.05                                   | Nicks Tante                                      |
| Ivy Olsson        | Annette Badland          | Sonja Deutsch                     | 3.02, 3.05, 3.08                                  | Darcys Großmutter                                |
| Rich Nelson       | Christopher Hatherall    | Sascha Krüger                     | 3.02, 3.05                                        | Nicks Onkel                                      |
| Geoff Young       | Eddie Marsan             | Lutz Schnell                      | 3.04, 3.06, 3.08                                  | Charlies Therapeut                               |
| Michael Holden    | Darragh Hand             | Tom Sielemann                     | 3.05–3.08                                         | Toris Freund                                     |

## Episoden

### Staffel 1
| Nr. (ges.) | Nr. (St.) | Deutscher Titel | Originaltitel | Regie     | Drehbuch     |
| --- | --------- | --------------- | ------------- | --------- | ------------ |
| 1 | 1         | Treffen         | Meet          | Euros Lyn | Alice Oseman |
| Im neuen Jahr werden der Zehntklässler Charlie Spring und der Elftklässler Nick Nelson vom Lehrer nebeneinander gesetzt. Sie freunden sich schnell an, und Charlie beginnt, Gefühle für Nick zu entwickeln. Seine besten Freunde Tao Xu und Isaac Henderson meinen jedoch, dass Nick ganz sicher hetero ist. Gleichzeitig ist Charlie in einer heimlichen Beziehung mit Ben Hope, der sich aber vor anderen nicht mit Charlie zeigen will und ihn ignoriert. Charlie will mit ihm Schluss machen, als er auch noch mitbekommt, dass Ben eine Freundin hat. Als Nick Charlie im Sportunterricht rennen sieht, lädt er ihn ein, in der Schul-Rugby-Mannschaft mitzumachen. Charlie tritt in die Mannschaft ein, auch wenn er einigen der Mitspieler misstraut, die ihn im vergangenen Schuljahr nach seinem Coming Out als schwul gemobbt hatten. Ben will die heimliche Beziehung mit Charlie nicht aufgeben und küsst Charlie, ohne dass der das will. Nick beobachtet das zufällig und scheucht Ben davon. Währenddessen ist Elle Argent, die vierte im Bunde von Charlie, Tao und Isaac, nach ihrer Transition von der Jungenschule Truham an die Mädchenschule Higgs gewechselt, findet dort aber keine neuen Freundinnen. |           |                 |               |           |              |
| 2 | 2         | Verknallt       | Crush         | Euros Lyn | Alice Oseman |
| Charlie erzählt Nick von seiner heimlichen Beziehung mit Ben. Dessen Verhalten gegenüber Charlie wird von Nick stark verurteilt. Elle lernt in ihrer Klasse an der Higgs-Schule die besten Freundinnen Tara Jones und Darcy Olsson kennen. Tao rät Charlie, er solle sich in seiner Schwärmerei für Nick nicht verrennen, da dieser ja hetero sei, aber Charlie will das nicht hören. Charlie erfährt von Tao, dass Nick Tara mag, aber Elle erfährt derweil, dass Tara mit Darcy zusammen ist, und ihre Beziehung geheim halten. Nick und Charlies Freundschaft vertieft sich, nachdem sie sich gegenseitig besuchen, mit Nicks Hund Nellie Gassi gehen und im Schnee spielen. Nach einem Filmabend zu zweit beginnt Nick, seine Sexualität zu hinterfragen, und sucht im Internet nach Rat. |           |                 |               |           |              |
| 3 | 3         | Kuss            | Kiss          | Euros Lyn | Alice Oseman |
| Harry Greene, ein Mitspieler in der Rugby-Mannschaft, lädt unter anderem Nick, Tara, Ben und Imogen Heaney zu einer großen Party anlässlich seines 16. Geburtstags ein. Nick überredet auch Charlie mitzukommen. Tao ist sauer auf Charlie, da er für Harrys Party den eigentlich geplanten traditionellen Filmabend mit Tao, Elle und Isaac sausen lässt. Nachdem Isaac auch absagen muss, schauen Tao und Elle allein Filme und kommen sich näher. Auf der Party versuchen Nicks Mannschaftskameraden ihn mit Tara zusammenzubringen; die beiden haben sich bereits einmal vor einigen Jahren geküsst. Tara war bisher zu verunsichert, anderen von ihrer Beziehung mit Darcy zu erzählen, aber sie ist selbstbewusster geworden und erzählt nun Nick davon und küsst Darcy danach auf der Tanzfläche. Imogen, eine Freundin von Nick, versucht, ihm zu sagen, dass sie in ihn verliebt ist. Ben versucht, Charlie einzureden, weiter mit ihm zusammen zu sein, aber Charlie wehrt ihn ab. Nachdem Harry und seine Freunde sich abfällig über Charlie geäußert haben, kündigt Nick ihm die Freundschaft und sucht stattdessen Charlie auf. Zu zweit erkunden die beiden die große Partylocation. In einem leeren Saal erklärt Nick Charlie, dass er nicht in Tara verliebt ist und dass er überhaupt auch nicht unbedingt nur in eine „Sie“ verliebt sein muss. Darauf küssen die beiden sich. Als Harry plötzlich nach Nick ruft, rennt dieser schnell aus dem Saal und lässt Charlie entgeistert zurück. |           |                 |               |           |              |
| 4 | 4         | Geheimnis       | Secret        | Euros Lyn | Alice Oseman |
| Charlie macht sich Sorgen, dass er Nick mit dem Kuss auf der Party überfordert hat, und befürchtet, ihre Freundschaft kaputt gemacht zu haben. Nick rennt jedoch durch den Regen zu Charlies Haus und gesteht ihm, verwirrt, aber auf jeden Fall nicht hetero zu sein. Sie einigen sich, erst einmal niemandem davon zu erzählen. Tao, Isaac, Elle und Imogen schauen bei einem Rugbyspiel gegen eine andere Schule zu. Weil es stark regnet, ist es auf dem Spielfeld rutschig und Charlie zieht sich nach einem Zusammenstoß mit einem anderen Spieler eine Verletzung zu, woraufhin das Spiel abgebrochen wird. Isaac ertappt Nick und Charlie dabei, als Nick sich auffällig fürsorglich um Charlie kümmert. Nach dem Spiel fragt Imogen Nick nach einem Date, was dieser vor versammelter Mannschaft (außer Charlie) nicht ablehnen will; auch Tao und Elle bekommen dies mit. Auf der Higgs-Schule wissen jetzt immer mehr Schülerinnen, dass Tara und Darcy zusammen sind. |           |                 |               |           |              |
| 5 | 5         | Freundschaft    | Friend        | Euros Lyn | Alice Oseman |
| Nick möchte eigentlich sein Date mit Imogen absagen, schafft es aber nicht, ihr das zu sagen, nachdem sie ihm erzählt hat, dass ihr Hund gestorben sei. Charlie lädt Nick zu seiner 15. Geburtstagsfeier im Bowlingcenter zusammen mit Tao, Isaac und Elle ein. Tao misstraut Nick wegen dessen Date mit Imogen und will Charlie vor weiterer Homophobie wie im vergangenen Schuljahr schützen. Er erzählt Charlie von Nicks Date mit Imogen, was dieser mitbekommt und hinterher Charlie erklärt. Nick sagt das Date ab und sagt Charlie, dass er ihn mag. Am nächsten Tag treffen sich Imogen, Nick und Nicks Hund Nellie im Park und Nick bittet Imogen um Verständnis, dass er das Date abgesagt hat. Er erklärt ihr, dass er sich generell in einer verwirrenden Situation befindet und das Gefühl hat, lange nicht sein wahres Ich gezeigt zu haben. |           |                 |               |           |              |
| 6 | 6         | Mädchen         | Girls         | Euros Lyn | Alice Oseman |
| Nick festigt sein neues Selbstverständnis, dass er bisexuell ist. Charlie beschwichtigt ihn, dass er das noch nicht allen sagen muss. Als Erstes erzählt Nick es dann Tara und Darcy, die ihre Beziehung auf Instagram öffentlich gemacht haben und wegen eines gemeinsamen Orchesterkonzerts nach Truham zur Probe gekommen sind. Tara und Darcy schlagen vor, auf ein Double date zu gehen, und laden dann auch noch Tao und Elle ein, da sie vermuten, dass die beiden sich mögen. Zu sechst gehen Nick und Charlie, Tara und Darcy und Tao und Elle also vor dem Konzert Milchshakes trinken. Als Elle herausfindet, dass die anderen vier sie mit Tao verkuppeln wollen, missbilligt sie das, auch wenn sie gesteht, Tao zu mögen. Sie findet außerdem heraus, dass Nick und Charlie zusammen sind, hält dies aber auf Charlies Bitte hin vor Tao geheim. Kurz bevor das Konzert anfängt, bekommt Tara mit, wie andere Schüler homophob über sie und Darcy reden, und verlässt den Konzertsaal; Darcy rennt ihr nach. Tara beichtet Darcy, dass sie nicht gedacht hätte, dass so viele Leute sie nach ihrem Coming-out so anders und homophob behandeln würden. Charlie, Nick, Tao und Elle finden Tara und Darcy noch rechtzeitig, damit das Konzert beginnen kann. |           |                 |               |           |              |
| 7 | 7         | Mobber          | Bully         | Euros Lyn | Alice Oseman |
| Nick lädt Charlie zu einem Kinoabend mit seinen Freunden ein, weiß aber nicht, dass auch Harry und Ben kommen. Nachdem der Film vorbei ist, belästigt Harry Charlie mit komischen Fragen über „Schwulsein“, woraufhin Charlie geht. Auf dem Parkplatz trifft er auf Ben, der immer noch sauer ist, dass Charlie mit ihm Schluss gemacht hat und erklärt, Charlie hätte froh sein können, dass überhaupt jemand ihn küssen wollte. Nick konfrontiert Harry, der Charlie als Schwuchtel beleidigt, woraufhin Nick und er sich schlagen. Tao bekommt von Elle die Bestätigung, dass Charlie mit Nick zusammen ist, und ist traurig und sauer, dass Charlie ihm das nicht persönlich erzählt hat. Als Charlie weiter immer seltener in der Pause mit Tao isst, konfrontiert dieser ihn, ein schlechter Freund zu sein. |           |                 |               |           |              |
| 8 | 8         | Fester Freund   | Boyfriend     | Euros Lyn | Alice Oseman |
| Charlie wird depressiv, verlässt die Rugby-Mannschaft und geht Nick aus dem Weg, nachdem er von Harry und Ben belästigt wird, die Freundschaft mit Tao zu sehr vernachlässigt hat und sich vorwirft, Nick in seine schlechte Situation hereingezogen zu haben, sodass dieser sich nun mit seinen vorherigen Freunden schlägt. Nick und Tao unterhalten sich ernsthaft und legen ihre Animositäten bei. Nach unterstützenden Gesprächen mit seinem Vertrauenslehrer Herrn Ajayi und seiner Schwester Tori wird Charlie wieder selbstbewusster und will sich nicht mehr von anderen Leuten runtermachen lassen. Auf dem gemeinsamen Truham-Higgs-Sporttag verträgt er sich mit Tao, als er mit ihm die Renndisziplin tauscht. Er konfrontiert Ben ein letztes Mal und macht ihm klar, dass es nicht sein Problem sei, wenn Ben sich für seine eigene Sexualität schämt. Als Nick Charlie während des Rugbyspiels in der Menge sieht, zieht er ihn beiseite und macht ihm klar, dass er nicht will, dass ihre Beziehung zerbricht. Er sei sich dank Charlie endlich seiner Sexualität bewusst geworden und sein Leben sei so besser geworden. Nick und Charlie fahren ans Meer und freuen sich, offiziell zusammen zu sein. Nick fühlt sich nun dazu bereit, anderen von seiner Sexualität und der Beziehung mit Charlie zu erzählen, sodass er sich nach dem Strandausflug seiner Mutter anvertraut, die ihn unter Freudentränen akzeptiert und sich für ihn freut.                                            |           |                 |               |           |              |
| Am 22. April 2022 wurden alle Folgen der ersten Staffel gleichzeitig bei Netflix veröffentlicht. |           |                 |               |           |              |

### Staffel 2
| Nr. (ges.) | Nr. (St.) | Deutscher Titel       | Originaltitel | Regie     | Drehbuch     |
| --- | --------- | --------------------- | ------------- | --------- | ------------ |
| 9 | 1         | Coming-out            | Out           | Euros Lyn | Alice Oseman |
| Nick und Charlie sind nun glücklich zusammen, nur weiß außerhalb ihres Freundeskreises noch niemand etwas davon. Nick möchte sich stückweise outen und lässt es bei einer Übernachtungsparty mit Charlies Freundeskreis Imogen wissen, die das Outing gut aufnimmt und ihn akzeptiert. Ebenfalls versucht Elle, sich Tao anzunähern, der aber darauf nicht eingeht. Charlie tritt wieder in Truhams Rugbyteam ein und erzählt seinen Eltern von seiner Beziehung, welche daraufhin verbieten, dass Nick und Charlie in Zukunft zusammen übernachten. |           |                       |               |           |              |
| 10 | 2         | Familie               | Family        | Euros Lyn | Alice Oseman |
| Nicks Abschlussprüfungen (das GCSE) stehen an und alle Schüler haben zusammen mit ihren Eltern Informationsgespräche über ihre aktuellen schulischen Leistungen. Charlies Eltern bekommen wenig Gutes zu hören, sodass sie Charlie weitere Besuche bei Nick verbieten, solange er sich nicht bessert und seinen Aufsatz in Geschichte nicht abgegeben hat. Elle findet neue Freunde wie Naomi und Felix, als sie die Lambert School of Art besucht. Charlie trifft auf Nicks Bruder David, der Nick für seine Bisexualität als verdecktes Schwulsein verhöhnt und erniedrigt; Nicks Mutter greift ein und stellt David zur Rede. Tao gesteht Charlie und Isaac, dass er Elle mag. |           |                       |               |           |              |
| 11 | 3         | Versprechen           | Promise       | Euros Lyn | Alice Oseman |
| Die Abschlussprüfungen sind vorüber und in einem Waldstück feiern alle Absolventen ausgelassen mit ihren Freunden. Tao hat indessen ein Kino-Date mit Elle, welches jedoch weniger gut verläuft, da sich Tao verstellt und nicht er selbst ist. Isaac kommt James näher, der ebenfalls queere Bücher liest. Charlie verteidigt Nick, dem es zunehmend schlechter geht und der sich vor seinen Rugby-Mitspielern outen wollte, ehe Harry ihn wieder einmal aufzieht. Am darauffolgenden Tag ist Charlie bei Nick und kümmert sich fürsorglich um ihn. |           |                       |               |           |              |
| 12 | 4         | Die Challenge         | Challenge     | Euros Lyn | Alice Oseman |
| Die Schüler machen eine Klassenfahrt nach Paris. Charlie, Nick, Tao und Isaac sind im selben Hotelzimmer untergebracht, während Tara, Darcy, Elle und eine weitere Schülerin namens Sahar Zahid sich ein anderes Zimmer im Hotel teilen. Tao und Elle kommen sich langsam näher und beschließen, Freunde zu bleiben. Charlie und Tara sprechen über ihre Probleme mit ihren jeweiligen Partnern. Imogen trennt sich während einem Abendessen vor der ganzen Schülerschaft von Ben, nachdem sie bemerkt hat, dass er beginnt, sie zu ignorieren und Charlie einschüchtert; Nick und Charlie trösten sie. Nick verpasst Charlie unabsichtlich einen Knutschfleck auf den Hals. |           |                       |               |           |              |
| 13 | 5         | Hitze                 | Heat          | Euros Lyn | Alice Oseman |
| Charlies Knutschfleck gibt Anlass zu Spekulationen unter den anderen Schülern, wer ihn ihm verpasst hat. Charlie verzeiht Tao, dass er ihn in der Vergangenheit unbeabsichtigt geoutet hat. Später, als Elle und Tao im Louvre Zeit miteinander verbringen, küsst sie ihn, worauf er sie zurück küsst. Nachdem Charlie den Tag über zu wenig gegessen hat und deshalb in Ohnmacht gefallen ist, gesteht er Nick, dass er an einer Essstörung leidet. Tara konfrontiert Darcy damit, dass sie nicht auf ihre Liebesbekundung reagiert hat. |           |                       |               |           |              |
| 14 | 6         | Wahrheit oder Pflicht | Truth/Dare    | Euros Lyn | Alice Oseman |
| Nick macht Charlie mit seinem französischen Vater Stéphane bekannt, der ihm seinen Plan, England zu besuchen, offenbart. Darcy organisiert für Taras Geburtstag eine Party in ihrem Zimmer. James, der in Isaac verliebt ist, küsst ihn, aber Isaac zeigt kein Interesse. Harry entschuldigt sich halbherzig bei Charlie für sein früheres Mobbing, der die Entschuldigung zurückweist. Bei einer Partie Wahrheit oder Pflicht outet sich Nick und sagt, dass es für ihn in Ordnung ist, wenn die Beziehung zwischen ihm und Charlie öffentlich wird. Nach der Party sagt Darcy Tara, dass sie sie liebt. In der Zwischenzeit entwickeln die betreuenden Lehrer Ajayi und Farouk Gefühle füreinander und küssen sich. Am nächsten Tag fahren sie und die Schüler nach Hause.                                                                              |           |                       |               |           |              |
| 15 | 7         | Bedauern              | Sorry         | Euros Lyn | Alice Oseman |
| Elle erhält einen Platz bei der Kunstschule Lambert. Tao sagt, er habe seinen Neid überwunden, und Elle sagt, sie sei noch unentschlossen, was Lambert angeht. Isaac findet heraus, dass er asexuell ist. Bevor er Truham verlässt, bittet Ben Charlie um Verzeihung für seine Taten in der Vergangenheit, aber Charlie lehnt ab, da er meint, dass Bens Entschuldigung lediglich eine Selbstbestätigung sei. Während eines Abendessens im Hause Nelson, zu dem die Springs eingeladen sind, konfrontiert Nick seinen Bruder David mit dessen Schikanen und seinen Vater mit seinem Desinteresse an seinem Leben. Nick erzählt seinem Vater, dass Charlie sein fester Freund ist. Sein Vater entschuldigt sich und sagt, dass er Charlie mag, bevor er zurück nach Paris fährt. Darcy hat einen Streit mit ihrer homophoben Mutter und verlässt ihr Haus. |           |                       |               |           |              |
| 16 | 8         | Perfekt               | Perfect       | Euros Lyn | Alice Oseman |
| Nick outet sich öffentlich auf Instagram. Elle wird Taos Freundin und erzählt ihm, dass sie den Platz in Lambert annehmen wird. Beim Schulball sind alle anwesend, außer Darcy, die später auftaucht und Tara von ihrer Situation zu Hause erzählt. Nicks und Charlies Freunde verlassen den Ball, um in Nicks Haus zu feiern. Als Nick und Charlie zurückbleiben, möchte Nick von Charlie mehr über seine Mobbingerfahrungen erfahren. Charlie erzählt, dass er sich früher selbst verletzt hat. Nick bittet Charlie, sich ihm immer zu öffnen, wenn etwas los sei. Charlie willigt widerwillig ein, bevor er nach Hause geht. |           |                       |               |           |              |
| Am 3. August 2023 wurden alle Folgen der zweiten Staffel gleichzeitig bei Netflix veröffentlicht. |           |                       |               |           |              |

### Staffel 3
| Nr. (ges.)                                                                                         | Nr. (St.) | Deutscher Titel | Originaltitel | Regie        | Drehbuch     |
| -------------------------------------------------------------------------------------------------- | --------- | --------------- | ------------- | ------------ | ------------ |
| 17                                                                                                 | 1         | Liebe           | Love          | Andy Newbery | Alice Oseman |
| 18                                                                                                 | 2         | Zuhause         | Home          | Andy Newbery | Alice Oseman |
| 19                                                                                                 | 3         | Reden           | Talk          | Andy Newbery | Alice Oseman |
| 20                                                                                                 | 4         | Reise           | Journey       | Andy Newbery | Alice Oseman |
| 21                                                                                                 | 5         | Winter          | Winter        | Andy Newbery | Alice Oseman |
| 22                                                                                                 | 6         | Körper          | Body          | Andy Newbery | Alice Oseman |
| 23                                                                                                 | 7         | Zusammen        | Together      | Andy Newbery | Alice Oseman |
| 24                                                                                                 | 8         | Getrennt        | Apart         | Andy Newbery | Alice Oseman |
| Am 3. Oktober 2024 wurden alle Folgen der dritten Staffel gleichzeitig bei Netflix veröffentlicht. |           |                 |               |              |              |

## Rezeption

### Kritiken
Auf der Ratingseite Rotten Tomatoes hat die erste Staffel einen Tomatometer-Wert von 100 %, in Internet Movie Database bei ca. 15.000 Bewertungen einen Wert von 9,0/10. Metacritic, das einen gewichteten Durchschnitt verwendet, vergibt eine Punktzahl von 84 von 100 auf der Grundlage von 8 Kritiken, was auf „universelles Lob“ (universal acclaim) hindeutet.
Vier von fünf Sterne vergibt Rebecca Nicholson von The Guardian, die Heartstopper als „süße, herzerwärmende Verfilmung des Webcomics von Alice Oseman“ und „wie eine Umarmung in TV-Form“ beschreibt. Sie lobt Olivia Colman in der Rolle von Nicks verständnisvoller Mutter. Heartstopper sei mit der Darstellung von Homophobie zwar nicht ausschließlich „ein regenbogenfarbendes Paradies“, aber doch eine Serie, die versuche, eine positive und inspirierende Darstellung für und über LGBTQ+-Teenager zu sein.
Saloni Gajjar von The A.V. Club gab der Serie die Bewertung A- und sagte: „Glücklicherweise unterläuft Heartstopper die Vorstellungen, indem der Protagonist stolz schwul bleibt: Es ist das Love interest, der sich mit seinen unerwarteten Gefühlen auseinandersetzen muss, nicht andersherum. Nicks Anziehung zu Charlie überrascht ihn (aber nicht mit Verachtung).“
Adam Miller schrieb in der Zeitung Metro, dass Heartstopper „eine Geschichte der Hoffnung, die positive Geschichte, mit der alle LGBTQ+[-Personen] hätten aufwachsen sollen“, sei und nach It’s A Sin die nächste Fernsehserie sei, die sich authentisch mit der LGBTQ+-Community auseinandersetze. Er lobt die quirlige, fröhliche Ästhetik und den diversen Cast, der das Anschauen der Serie unumgänglich mache. Alex Moreland bei National World beschreibt Heartstopper als „nett, im ernsthaftesten und am wenigsten abschätzigen Sinne des Wortes“ und lobt die Treue zum Quellmaterial (Osemans Webcomic), sowie die glaubwürdige Umsetzung eines britischen Schulsetting im Vergleich zu anderen Netflix-Serien.
David Craig von der Radio Times gefällt die Serie zwar ebenfalls und er sieht sie als „wichtige Repräsentation“, die Zielgruppe seien aber eher jüngere Teenager, da die Handlung von Heartstopper einfach gestrickt sei und Spannungsbögen recht schnell gelöst würden. Lennart Gotta hingegen beurteilt in der Kinozeitschrift Cinema, dass es „solche warmherzigen und smarten Romanzen […] viel öfter geben [sollte].“

### Auszeichnungen
National Television Awards 2022
- Nominierung in der Kategorie New Drama
- Nominierung in der Kategorie Rising Star (Kit Connor als Nick Nelson)
- Nominierung in der Kategorie Rising Star (Joe Locke als Charlie Spring)[28]